# Fatti di Chiasso
I fatti di Chiasso del 27 e 28 aprile 1945 sono relativi al tentativo di una colonna militare tedesca di attraversare con la forza la frontiera italo-svizzera nei pressi di Chiasso per evitare la resa alle forze alleate.
La frontiera era presidiata da tremila soldati svizzeri del «reggimento d'impiego Ticino Sud» comandati dal colonnello Mario Martinoni secondo una dottrina di impiego già iniziata nel 1940 quando, con la Francia firmataria dell'armistizio di Compiègne, la Svizzera si trovava completamente circondata dalle potenze dell'Asse; quelle stesse forze garantivano nell'aprile 1945 la possibilità ai profughi di quegli stessi regimi la possibilità di rifugiarsi nel paese neutrale.
Tra il 27 e il 28 aprile, una colonna di circa 300 militari tedeschi fra marinai e SS cercò di forzare, minacciando l'uso delle armi, il valico di frontiera di Chiasso per farsi internare in Svizzera, nel timore che una resa agli Alleati potesse comportare una successiva prigionia in Unione Sovietica. Di fronte a questa eventualità, il comando svizzero dispose l'invio del «23º gruppo cannoni motorizzati» e di parti del «45º gruppo di difesa contraerea» a rinforzo delle truppe già dislocate in zona. Vista la pressione tedesca, il colonnello Martinoni decise di passare la frontiera per incontrarsi a Como con il maggiore statunitense Joseph McDivitt, comandante alleato della piazza. Secondo alcune fonti lo fece di propria iniziativa, mentre secondo altre l'ordine fu impartito dalle autorità svizzere, sebbene in segreto tramite il maggiore Hans Bracher, futuro direttore dell'Amministrazione militare federale, all'epoca ufficiale di collegamento tra il consigliere federale Karl Kobelt e il generale Henri Guisan, quarto comandante in capo dell'Esercito svizzero per elezione, per evitare quella che avrebbe potuto essere interpretata come una flagrante violazione della neutralità. In ogni caso, dopo colloqui fra Martinoni e McDivitt, e fra Martinoni ed un capitano di fregata tedesco, alle 01:00 del 28 aprile alcuni veicoli tedeschi carichi di viveri e munizioni vennero fatti internare in Svizzera, mentre le forze tedesche si avviarono verso Como in vista della resa agli Alleati.
Dopo i fatti sopra descritti, l'operato di Martinoni venne sconfessato dalle autorità svizzere e il colonnello fu rimosso dal comando. In seguito a una crisi nervosa, il 30 aprile fu ricoverato presso la clinica Santa Agnese di Locarno e, in un primo tempo, addirittura congedato dal servizio; un successivo ricorso ne vide però il reintegro, pur senza più ricoprire incarichi di comando.
Il Consiglio federale rende onore al colonnello Mario Martinoni
Berna, 01.09.2010 - Nella sua seduta di mercoledì il Consiglio federale ha deciso di accogliere la mozione del Consigliere agli Stati Filippo Lombardi (PPD/TI), riconoscendo quindi i meriti del colonnello ticinese Mario Martinoni durante la Seconda guerra mondiale. Martinoni si era recato a Como per parlamentare con gli Americani, ottenendo una rapida cessazione nella zona di confine delle operazioni belliche che coinvolgevano forze statunitensi e germaniche. A Chiasso in suo ricordo è stato eretto un monumento.
Il 28 aprile 1945 il comandante del reggimento di fanteria di montagna 32, Mario Martinoni, si recò da Chiasso a Como su istruzione del Consiglio federale per parlamentare con le truppe americane, ottenendo una rapida cessazione nella zona di confine delle operazioni belliche che coinvolgevano Statunitensi e Tedeschi.
È appurato che Martinoni ha facilitato la resa agli Americani delle forze tedesche ammassate al confine, riducendo nel suo settore la pressione di queste ultime per un internamento in Svizzera che, secondo gli ordini, non poteva accettare. Tenendo conto della fine prevedibile e imminente della guerra in Europa, le considerazioni umanitarie dovevano prevalere sulle preoccupazioni di politica di neutralità. Si trattava di preservare vite umane e impedire distruzioni.
A causa di modifiche dei dispositivi militari concomitanti con i problemi di salute di Martinoni si è generata l’impressione che il colonnello non avesse agito secondo scienza e coscienza. Il Consiglio federale è pertanto grato alla popolazione di Chiasso per le commemorazioni in occasione del 65º anniversario degli eventi e per il monumento a ricordo di Mario Martinoni. Il Consiglio federale nella sua risposta alla mozione Lombardi concorda con il Cantone Ticino e con il Comune di Chiasso nell’esprimere gratitudine nei confronti di un uomo che ha servito fedelmente la Svizzera come cittadino e come soldato.

## Il documentario
La vicenda è descritta nel documentario Il caso Martinoni di Ruben Rossello, trasmesso il 28 aprile 2005 sulla televisione svizzera.